# Jean-Godefroy Bidima
Jean-Godefroy Bidima, né en 1958 à Mfoumassi (Cameroun), est un philosophe d'origine camerounaise vivant aux États-Unis. Jean-Godefroy Bidima est ancien directeur de programme au Collège international de philosophie à Paris, et est professeur titulaire de la chaire (Yvonne Arnoult) au département de français et d'italien de l’université Tulane (La Nouvelle-Orléans). Il est l'auteur de nombreux livres et articles sur la philosophie africaine.

## Œuvres
- Philosophie négro-africaine, PUF, coll. « Que sais-je ? »
- La palabre : une juridiction de la parole, Michalon
- L'art négro-africain, Paris, PUF, coll. « Que sais-je ? », 1998, 127 p. [1re éd. 1997]
- Théorie critique et modernité négro-africaine : de l'École de Francfort à la « Docta spes africana », Paris, Publications de la Sorbonne, coll. « Série Philosophie », 1993, 343 p.
- Philosophies africaines : traversées des expériences, in Revue du Collège international de philosophie, Rue Descartes, juin 2002, no 36.
- Afrikanischen Frauen und Globalisierung / Femmes africaines et globalisation culturelle, U. Staedtler et M. Trupper, J.G. Bidima et al. (éd.), Köln, R. Köppe Verlag, 2000. [textes français, anglais et allemand]